# Trochetia uniflora
Trochetia uniflora är en malvaväxtart som beskrevs av Dc.. Trochetia uniflora ingår i släktet Trochetia och familjen malvaväxter. Inga underarter finns listade i Catalogue of Life.